# اقتصاديات الصحة

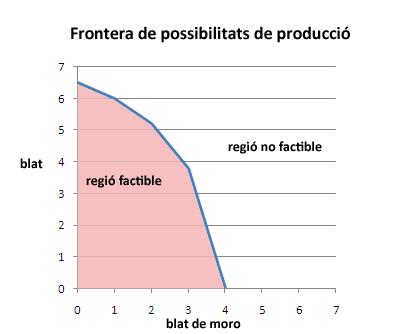

اقتصاديات الصحة فرع حديث من فروع علم الاقتصاد يبحث في كيفية تطبيق أدوات علم الاقتصاد على قضايا الرعاية الصحية ، وتوضيح جوانبها المختلفة بحيث تصبح أكثر قابلية للتحليل ويقدم علم الاقتصاد معايير لتحديد ما إذا كانت سياسات معينة تزيد أو تخفض الكفاءة الاقتصادية وعدالة توزيع خدمات الرعاية الصحية.

## التحليل الاقتصادي الصحي
لا يستطيع التحليل الاقتصادي معالجة كل ما يهم المهنيين الصحيين وعامة الناس بالنسبة للرعاية الصحية - فالمشكلات المختلفة تتطلب تدريباً وخبرة تحليلية مختلفة – أما ما يلائم التحليل الاقتصادي بصفة خاصة فهي المشكلات المتعلقة بقضايا الندرة ومن هذه الناحية يمكن لعلم الاقتصاد توضيح الاختيارات الأفضل للمجتمع عندما تكون موارده المتاحة غير كافية لتحقيق كل رغباته، فالموارد المتاحة دائماً غير كافية في كل المجتمعات وذلك لشدة المنافسة عليها بين استخداماتها المختلفة كالتعليم والرعاية الصحية والأمن الداخلي والدفاع عن حدود الوطن وطرق المواصلات ... الخ.

## الافتراضات الخاصة بالرعاية الصحية
هناك عدة افتراضات خاصة بالرعاية الصحية تجعلها مختلفة عن الصناعات الأخرى وكأمثلة على ذلك نذكر منها:
- شح المعلومات لدى المستهلكين. فالمستهلك للخدمات الصحية لا يعرف مشكلته الصحية ولا كيفية معالجتها
- عدم التأكد من النفقات الطبية التي قد يتكبدها المريض أو الحكومة
- عدم التأكد من نتيجة العلاج
- الدور المزدوج للطبيب كوكيل عن المريض وكعارض للخدمة مما يجعله يمثل الطلب والعرض في آن واحد
- وجود عدد كبير من المنشآت الطبية لا تستهدف الربح (غير ربحية) وتحدد أسعار خدماتها على أساس التكلفة فقط
- قيود الدخول في المهن الطبية وفي الأعمال التي يقوم بها مختلف المهنيين الصحيين
- رغبة المجتمع في حصول كل أفراده على الحد الأدنى من الرعاية الصحية

بالرغم من أن بعض هذه الافتراضات توجد في قطاعات وصناعات أخرى، إلا أن وجودها مجتمعة في الرعاية الصحية تجعل منها قطاعاً متفرداً وصناعة قائمة بذاتها.

## منافع علم اقتصاديات الصحة
علم اقتصاديات الصحة يفيد قطاع الخدمات الصحية من عدة جوانب، وهي :
- يقدم خلفية يمكن من خلالها الطبية تحليل القضايا والمشكلات الخاصة بقطاع الخدمات الطبية.
- يمكّن من تقييم آثار التشريعات والأنظمة الصحية على جانبي العرض والطلب في الأسواق الخاصة بالرعاية الصحية المرتبطة ببعضها، وهي :
  - سوق الخدمات الصحية النهائي
  - سوق المرافق الصحية
  - سوق القوى العاملة الصحية
  - سوق التعليم الصحي بكل مستوياته وأنواعه
- يمكن استخدام علم الاقتصاد في النواحي التقليدية كالتنبؤ والتخطيط المطلوبين في أي قطاع أو صناعة
- يقدم علم الاقتصاد معايير لتقييم السياسات الصحية المختلفة لتحقيق الكفاءة والعدالة في الرعاية الصحية
- يحدد علم الاقتصاد التكاليف والمنافع لمختلف الاختيارات في قطاع الرعايـة الصحيـة.

## قطاع التأمين الصحي
يمثل التأمين الصحي أهمية بالنسبة لقطاع الخدمات الصحية فهو يسعى لتقديم رعاية صحية متكاملة للمواطنين من خلال عدة أساليب :
- تقديم رعاية صحية قادرة غير مشروطة بقدرة المواطن المادية بحيث تشمل هذه الرعاية المواطنين جميعاً، وبشكل تدريجي مخطط.
- تحقيق مبدأ التكافل الاجتماعي لجميع المؤمن عليهم للحصول علي حق الرعاية الصحية التأمينية بسهولة.
- العمل علي تطوير أساليب الرعاية الصحية، وإضافة إمكانيات علاجية حديثة وفق معدلات علمية محددة سلفاً.

## قراءات أخرى
- Alastair M. Gray, Philip M. Clarke, Jane Wolstenholme, Sarah Wordsworth (2010) Applied Methods of Cost-effectiveness Analysis in Healthcare, Oxford University Press. Preview ISBN 0-19-922728-4
- Arrow, Kenneth J. "Uncertainty and the Welfare Economics of Medical Care" The American Economic Review Vol. 53 No. 5 (Dec. 1963) 941-973
- Drummond, Michael F. (2005) Methods for the Economic Evaluation of Health Care Programmes, Oxford University Press. Preview. ISBN 0-19-852945-7
- فيكتور فوكس (1998) Who Shall Live? Health, Economics, and Social Choice, Wspc.
- Mahar, Maggie, Money-Driven Medicine: The Real Reason Health Care Costs So Much, Harper/Collins, 2006. ISBN 978-0-06-076533-0
- Starr, Paul  [لغات أخرى]‏, التحول الاجتماعي للطب الأمريكي, Basic Books, 1982. ISBN 0-465-07934-2
- Wennberg, John and Gittelsohn, Alan. "Small Area Variations in Health Care Delivery" Science Vol. 182 No. 4117 (Dec. 1973) 1102-1108
- Whittington, Ruth (2008). Introduction to Health Economics: A Beginners Guide Preview. ISBN 978-0-9545494-5-9.
- Wise, David A. (2009). Developments in the Economics of Aging. University of Chicago Press. ISBN:9780226903354.
- A.J. Culyer and J.P. Newhouse, ed. (2000). Handbook of Health Economics, Elsevier. 1A. Description. Elsevier.
- _____ (2000). Handbook of Health Economics, 1B. Description. Elsevier.

## المجلات
- Health Economics. Aims & scope[وصلة مكسورة] and links[وصلة مكسورة] back-issue titles and abstracts.
- Journal of Health Economics Aims & scope and links to back-issue titles and abstracts.

## وصلات خارجية
Associations
- International Health Economics Association
- Colombian Health Economics Association
- Health Economics education (HEe) - UK-based site for teachers of Health Economics
- International Society for Pharmacoeconomics and Outcomes Research
- ISPOR-CO, Colombian Chapter of The International Society for Pharmacoeconomics and Outcomes Research

Publications
- Paying More, Getting Less from Dollars & Sense magazine
- Health Economics Network؛ a research network from the Social Science Research Network
- What is Health Economics?: Definition

Education
- Masters in Health Economics and Decision Modelling University of Sheffield UK

Consultants
- Oxford Outcomes - leading international Health Outcomes Consultancy
- Mapi Values - leading provider of Health Technology Assessment and Value Demonstration

Links/Terminology/Discussion
- Health Economics Online Glossary of Terms - maintained by the University of Groningen, The Netherlands
- Small Businesses for Health Care Reform
- HealthEconomics.Com
- www.HealthEconomicsDigest.com